# フランス陸軍の旅団等一覧
フランス陸軍の旅団一覧（フランスりくぐんのりょだんいちらん）は、フランス陸軍の旅団の一覧である。

## 陸上戦力司令部隷下(CFT)
- 第1機械化歩兵旅団 - シャロン＝アン＝シャンパーニュ駐屯地（マルヌ県）
- 第2機甲旅団 - オルレアン（ロワレ県）
- 第3機械化歩兵旅団 - リモージュ（オート＝ヴィエンヌ県）
- 第6軽機甲旅団 - ニーム（ガール県）
- 第7機甲旅団 - ブザンソン（ドゥー県）
- 第9海兵軽機甲旅団 - ナント駐屯地（ロワール＝アトランティック県）
- 第11落下傘旅団 - バルマ（オート＝ガロンヌ県）
- 第27山岳歩兵旅団 - ヴァルス＝アリエール＝エ＝リセ（イゼール県）
- 特殊作戦旅団 - ポー（ピレネー＝アトランティック県）
- 第1後方支援旅団 - リナ＝モンレリ（エソンヌ県）
- 第2後方支援旅団 - サン＝メダール＝アン＝ジャル（ジロンド県）
- 通信支援旅団 - リュネヴィル（ムルト＝エ＝モゼル県）
- 情報旅団 - モンティニー＝レ＝メス（モゼル県）
- 砲兵旅団 - アグノー（バ＝ラン県）
- 工兵旅団 - ストラスブール（バ＝ラン県）

## 欧州合同軍隷下(Eurocorps)
- ドイツ・フランス合同旅団 - ミュールヘイム（ドイツ・バーデン＝ヴュルテンベルク州）

## 廃止
- 第4航空旅団 - エセイ＝レ＝ナンシー（ムルト＝エ＝モゼル県）